# Mexisphodrus
Mexisphodrus is een geslacht van kevers uit de familie van de loopkevers (Carabidae). De wetenschappelijke naam van het geslacht is voor het eerst geldig gepubliceerd in 1965 door Barr.

## Soorten
Het geslacht Mexisphodrus omvat de volgende soorten:
- Mexisphodrus boneti (Bolivar, Pieltain & Hendrichs, 1964)
- Mexisphodrus cancuc Barr, 1982
- Mexisphodrus cuetzalan Barr, 1982
- Mexisphodrus gertschi Hendrichs, Bolivar & Pieltain, 1966
- Mexisphodrus profundus Barr, 1966
- Mexisphodrus purgatus Barr, 1982
- Mexisphodrus spiritus Barr, 1982
- Mexisphodrus tlamayaensis Barr, 1966
- Mexisphodrus urquijoi Hendrichs, Bolivar & Pieltain, 1978
- Mexisphodrus valverdensis Barr, 1982
- Mexisphodrus veraecrucis Barr, 1965
- Mexisphodrus zoquitlan Barr, 1982